# McCool
McCool is een plaats (town) in de Amerikaanse staat Mississippi, en valt bestuurlijk gezien onder Attala County.

## Demografie
Bij de volkstelling in 2000 werd het aantal inwoners vastgesteld op 182.
In 2006 is het aantal inwoners door het United States Census Bureau geschat op 189, een stijging van 7 (3,8%).

## Geografie
Volgens het United States Census Bureau beslaat de plaats een oppervlakte van
2,4 km², geheel bestaande uit land. McCool ligt op ongeveer 153 m boven zeeniveau.

## Plaatsen in de nabije omgeving
De onderstaande figuur toont nabijgelegen plaatsen in een straal van 28 km rond McCool.